# Nagi pies peruwiański

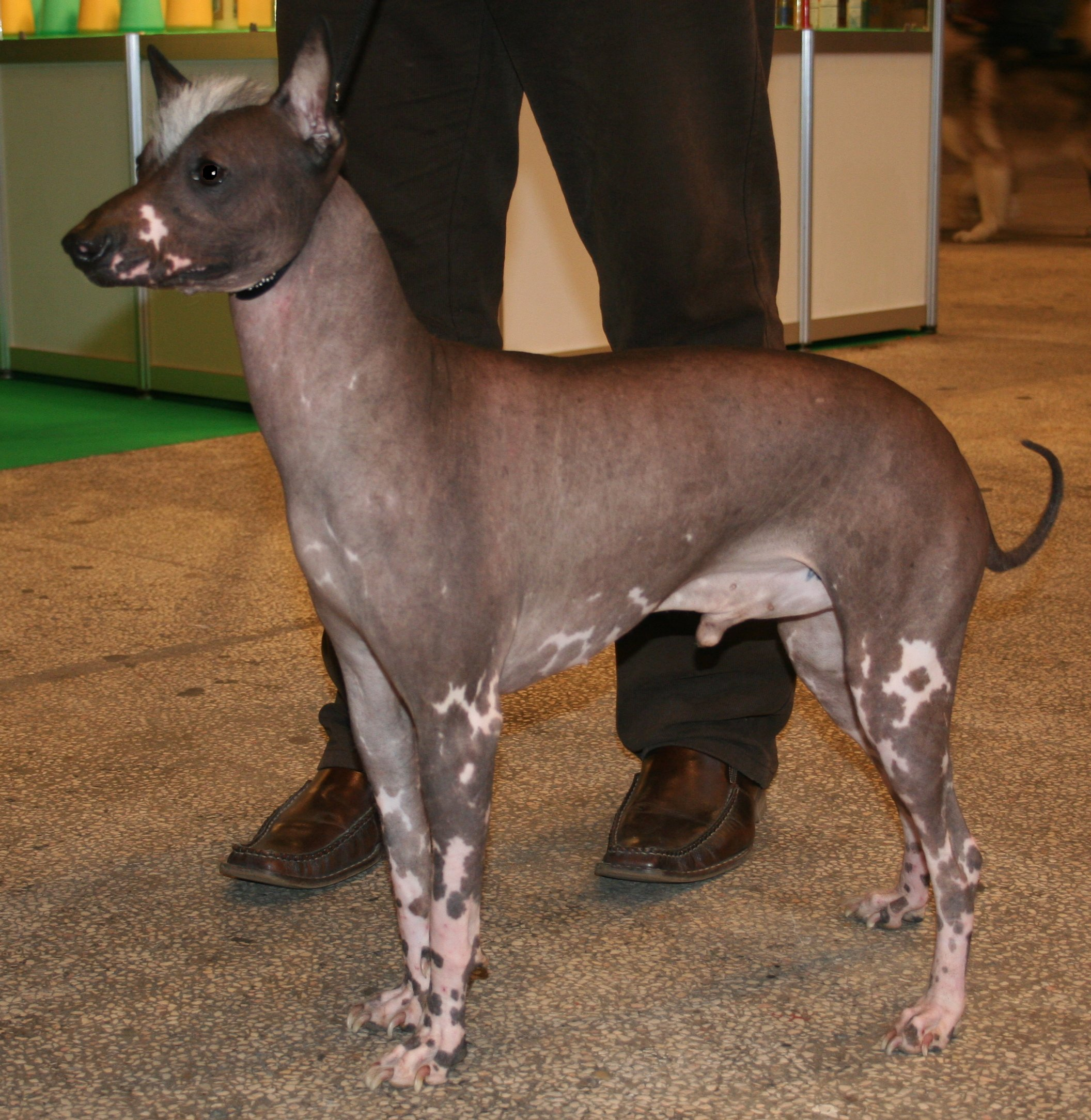
Nagi peruwiańczyk, odmiana - średnia

Nagi pies peruwiański – jedna z ras psów, należąca do grupy szpiców i psów pierwotnych, zaklasyfikowana do sekcji ras pierwotnych. Nie podlega próbom pracy.

Nagi peruwiańczyk występuje w trzech wariantach wielkościowych, podobnych pod względem
morfologicznym:
- nagi pies peruwiański duży (wzrost: 50 - 65 cm, waga 12- 25kg)
- nagi pies peruwiański średni (wzrost: 40 - 50 cm, waga 8- 12 kg)
- nagi pies peruwiański miniaturowy (wzrost: 25 - 40 cm, waga 5 - 8kg)

## Rys historyczny
Kultury, jakie miały wpływ na rozwój rasy, to Mochica (I w. p.n.e- VIII w .n.e) i Chimú (IX- XI w.n.e). Przodkowie nagiego psa peruwiańskiego byli wykorzystywani do pilnowania plantacji orchidei. Zachowały się posążki z wizerunkiem osoby w koronie (najprawdopodobniej władcy) i u jego stóp nagiego psa peruwiańskiego. Inkowie traktowali nagie psy z wyjątkowym szacunkiem. Gdy umierał władca lub inna ważna osobistość, Inkowie chowali zmarłego z nagim psem peruwiańskim. Inkowie uważali, że psy te są wcieleniem bóstw. Wizerunki psów tej rasy istnieją w osadach, w których odkryto ślady cywilizacji wcześniejszych niż cywilizacja Inków.

## Ogólna charakterystyka rasy
Nagi pies peruwiański z usposobienia jest psem spokojnym i przyjaznym, nieufnym wobec obcych. Nagie ciało może być całkiem bezwłose, lub posiadać pojedyncze włoski na głowie i ogonie. Skóra jest koloru szarego, czarnego lub ciemnobrązowego, czasami w jasne różowe łatki na łapach i pysku. Cechuje się także tym, że ma wyższą temperaturę ciała, która wynosi ok. 39 stopni. W większości przypadków peruwiańczyki mają braki w uzębieniu, szczególnie w zębach przedtrzonowych.